# Châteaumeillant
Châteaumeillant é uma comuna francesa na região administrativa do Centro, no departamento Cher. Estende-se por uma área de 42,47 km². Em 2010 a comuna tinha 1 788 habitantes (densidade: 42,1 hab./km²).